# Camptoprosopella cincta
Camptoprosopella cincta är en tvåvingeart som först beskrevs av Friedrich Hermann Loew 1861.  Camptoprosopella cincta ingår i släktet Camptoprosopella och familjen lövflugor.
Artens utbredningsområde är Kuba. Inga underarter finns listade i Catalogue of Life.